# Short Brothers
Short Brothers PLC (часто називають скорочено Short або Shorts) — аерокосмічна компанія, розташована в Белфасті, Великобританія. Shorts була заснована в 1908 році в Лондоні і стала першою компанією в світі, яка виробляла літаки серійно. Компанія була широко відома своїми летючими човнами, які масово вироблялись в першій половині XX століття. Починаючи з 1960-х років Shorts переважно зосередилась на створенні і виготовленні турбогвинтових літаків, ракет для збройних сил Великої Британії, та компонентів для аерокосмічної галузі споживачами яких є Bombardier, Boeing, Rolls-Royce, General Electric та Pratt & Whitney.
Short Brothers тривалий час перебувала у власності держави, а 1989 року була викуплена компанією Bombardier і перетворена в найбільший виробничий концерн Північної Ірландії. В листопаді 2020 року Bombardier продала свій підрозділ у Белфасті, компанії Spirit AeroSystems.

## Історія

### Початок

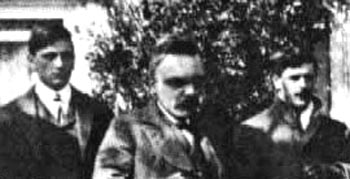
Брати Шорт, зліва направо:
Освальд (1883—1969), Горацій (1872—1917) та Юстас (1875—1932)

Бізнес братів Шорт розпочався 1897 року, коли Юстас Шорт купив свою першу, уживану, повітряну кулю, наповнену вугільним газом, і спільно зі своїм братом Освальдом заснував компанію зі продажу повітряних куль. У 1900 році брати відвідали Всесвітню виставку 1900 року, що відбувалася в Парижі, де вони мали нагоду ознайомитись з аеростатами конструкції Едуарда Сюркуфа. Брати Шорт створили власне виробництво повітряних куль в місті Гоув, Східний Сассекс, в приміщеннях над акустичною лабораторією, якою керував їхній третій брат, Горацій. Згодом вони перенесли свою майстерню в орендовані приміщення в Лондоні, а ще через деякий час в залізничні арки, в Баттерсі, розташовані поруч з газовим заводом Баттерсі. 1905 року вони виграли контракт на виготовлення трьох повітряних куль для армії Британської Індії. Якість їх виробів справила велике враження на начальника Королівської фабрики повітряних куль, полковника Джеймса Темплера, який познайомив братів з Чарльзом Роллсом. Чарльз Роллс доручив братам Шорт створити для нього великий аеростат, для участі в змаганнях на кубок Гордона Беннетта 1906 року. З часом кількість замовлень, на аеростати братів Шорт, зростала. Багато нових замовлень надходило від членів Королівського аероклубу.
Дізнавшись від членів аероклубу, про можливості літаків братів Райт, 1908 року Освальд Шорт сказав: «Це кінець польотам на повітряних кулях: ми повинні негайно почати будувати літаки, і ми не можемо зробити це без Горація!». Горацій в цей час спільно з Чарльзом Парсонсом займався створенням парових турбін. Освальду вдалося переконати Горація залишити роботу над турбінами, і в листопаді 1908 року вони зареєстрували своє підприємство під назвою Short Brothers. Незабаром було отримано два перших замовлення: одне від Чарльза Роллса, а інше від Френсіса Маккліна, піонера авіації, члена Королівського аероклубу, який згодом купив ще кілька літаків у Short Brothers, а також безоплатно виконував для них роль пілота-випробувача. На початку 1909 року було розпочато будівництво літака для Френсіса Маккліна, біплана Short No.1. У березні 1909 року літак, без тканинної обшивки, було презентовано на першому Британському авіасалоні в Олімпії. Також Short Brothers отримали права на створення копій літака проєкту братів Райт. 1911 року компанія братів Шорт побудувала одними з перших у світі, побудували діючий двомоторний літак Triple Twin. Кількість нових модифікацій літаків зростала і вже з 1913 року компанія наймає першого професійного пілота-випробувача, а з 1916 року додатково наймають інших пілотів-випробувачів, щоб покрити постійно зростаючу потребу в кількості випробувальних польотів.

### Перша світова війна

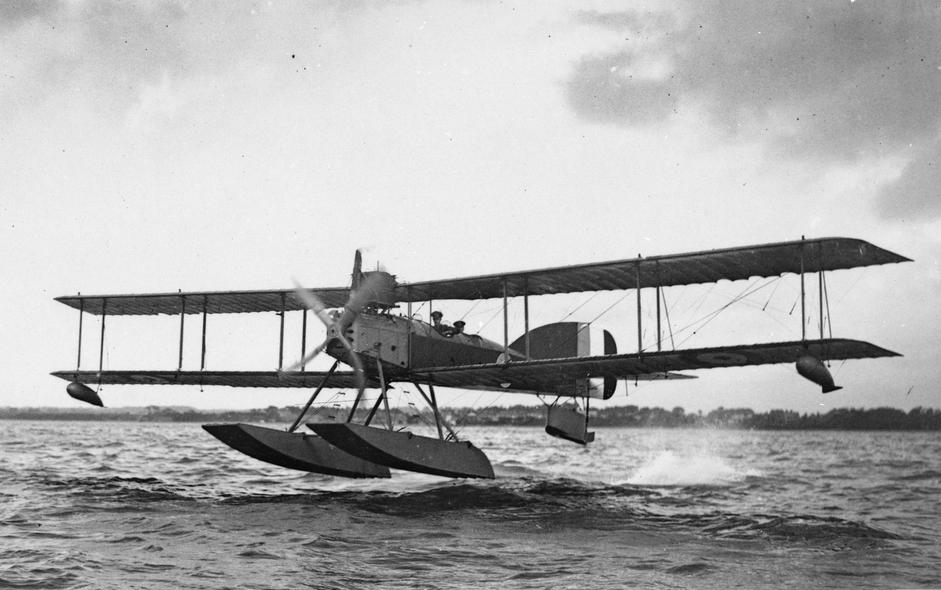
Short Type 184 на поплавках

Виробництво літаків, під час першої світової війни почало розширюватися. Вперше літаки компанії були застосовані як зброя. До прикладу 15 серпня 1915 року, під час боїв в Дарданеллах, Short Type 184, вперше в історії, атакував корабель протаранивши його. Вилетівши з борту HMS Ben-my-Chree, пілотований командиром Чарльзом Едмондсом, літак врізався в турецьке судно постачання в Дарданеллах. Short Type 184 взагалі став наймасовішим літаком Shorts, за період до Другої світової війни. Було виготовлено понад 900 машин як в морському так і в наземному варіантах виконання. Також Short Brothers брали участь у виробництві двох летючих човнів, F.3 і F.5, розроблених Джоном Портом на експериментальній станції гідролітаків у Філікстоу. До закінчення війни, було побудовано близько 50 таких машин.
У зв’язку зі зростанням компанії та збільшенням попиту на гідролітаки, Short Brothers потребували збільшення виробничих площ, зі зручним доступом до моря. На той час гідролітаки вироблені компанією доставлялися дорогою до Квінборо, звідки на баржах переправлялися на станцію гідролітаків, де проходили випробування. 1913 року Short Brothers придбала земельну ділянку площею 3,4 гектара, біля річки Медвей, неподалік Рочестера, в графстві Кент, і розпочали будівельні роботи. На початку 1915 року було завершено перший об’єкт заводу гідролітаків: монтажний цех №1. Згодом, до кінця 1917 року були добудовані цехи № 2 і № 3. Було збудовано довгий бетонний стапель від монтажного цеху № 3, який дозволяв запускати літаки вагою до 20 тонн навіть під час відпливу.

### Міжвоєнний період
Роки після завершення першої світової війни були важкими для авіабудівної промисловості Сполученого Королівства. Проте Short Brothers вдалося пережити їх без скорочення персоналу компанії, завдяки диверсифікації продукції. Окрім авіаційної продукції, компанія в ті часи займалась виробництвом легких кузовів автобусів і трамваїв.
Починаючи з 1920-х років компанія розширювала свій модельний ряд летючих човнів, оскільки їхня експлуатація не залежала від наявності аеродромів, які на той час не були ще широко розповсюдженими. 1924 року, компанія збудувала 110-метровий випробувальний резервуар для випробування конструкцій корпусу та поплавця. Компанія створювала поплавці для гідролітаків Supermarine S.4 і Gloster III, виставлених Сполученим Королівством для перегонів на Кубок Шнейдера 1925 року. Спеціально переобладнаний de Havilland DH.50, пілота-випробувача Алана Кобхема також був оснащений поплавками Shorts. 30 червня 1926 року Алан Кобхем розпочав рекордний переліт злетівши з річки Медвей і попрямувавши до Австралії. Два літаки de Havilland Giant Moth, придбані авіакомпанією Western Canada Airlines Ltd, також були оснащені поплавцями Shorts. 1924 року компанія братів Short, випустила перший свій великий летючий човен відомий як Short Singapore. А вже 1927 року Алан Кобхем використав Singapore під час досліджень Африки. Кобхем та його команда здійснювали перельоти вздовж узбережжя Африки, загальна протяжність пройденого шляху склала приблизно 23000 миль.